# Jeff Cheeger
Jeff Cheeger (Brooklyn, 1 de dezembro de 1943) é um matemático estadunidense.
É professor do Instituto Courant de Ciências Matemáticas da Universidade de Nova Iorque

## Honrarias e premiações
- Prêmio Oswald Veblen de Geometria, 2001
- Membro da Academia Nacional de Ciências dos Estados Unidos, eleito em 1997
- Max Planck Research Award, Alexander von Humboldt Society, 1992–1994;
- Guggenheim fellowship, 1984–1985;
- Invited Address, Annual Meeting of AMS, 1978;
- Congresso Internacional de Matemáticos, 1974 e 1986;
- Sloan Fellowship, 1971–1973;
- Fundação Nacional da Ciência Postdoctoral Fellow, 1967-1968.[1]

## Publicações selecionadas
- Cheeger, Jeff; Kleiner, Bruce On the differentiability of Lipschitz maps from metric measure spaces to Banach spaces.  Inspired by S. S. Chern,  129—152, Nankai Tracts Math., 11, World Sci. Publ., Hackensack, NJ, 2006
- Differentiability of Lipschitz functions on metric measure spaces.  Geom. Funct. Anal.  9  (1999),  no. 3, 428—517.
- Lower bounds on Ricci curvature and the almost rigidity of warped products, with T. H. Colding. Annals of Math. 144. 1996. 189-237.
- On the cone structure at infinity of Ricci flat manifolds with Euclidean volume growth and quadratic curvature decay, with G. Tian. Invent Math, 118. 1994. 493-571.
- Collapsing Riemannian manifolds while keeping their curvature bounded, II, with M. Gromov. J. Differential Geometry. 31, 4. 1990. 269-298. Collapsing manifold
- Eta-invariants and their adiabatic limits, with J. M. Bismut. J. American Mathematical Soiety, 2, 1. 1989. 33-70.
- Cheeger, Jeff; Gromov, Mikhail; Taylor, Michael Finite propagation speed, kernel estimates for functions of the Laplace operator, and the geometry of complete Riemannian manifolds.  J. Differential Geom.  17  (1982), no. 1, 15—53.
- On the Hodge theory of Riemannian pseudomanifolds. Amer. Soc. Proc. Sym. Pure Math, 36. 1980. 91-146. L² cohomology
- Cheeger, Jeff (1977), «Analytic Torsion and Reidemeister Torsion», PNAS, 74 (7): 2651–2654, MR 0451312, PMC 431228, PMID 16592411, doi:10.1073/pnas.74.7.2651
- Cheeger, Jeff; Gromoll, Detlef The splitting theorem for manifolds of nonnegative Ricci curvature.  J. Differential Geometry  6  (1971/72), 119—128. Splitting theorem
- A lower bound for the smallest eigenvalue of the Laplacian.  Problems in analysis (Papers dedicated to Salomon Bochner, 1969),  pp. 195–199. Princeton Univ. Press, Princeton, N. J., 1970. Cheeger constant
- Cheeger, Jeff; Gromoll, Detlef The structure of complete manifolds of nonnegative curvature.  Bull. Amer. Math. Soc.  74  1968 1147—1150.  Soul theorem
- Cheeger, Jeff Finiteness theorems for Riemannian manifolds.  Amer. J. Math.  92  1970 61—74
- Cheeger, Jeff; Ebin, David G.: Comparison theorems in Riemannian geometry.  Revised reprint of the 1975 original. AMS Chelsea Publishing, Providence, RI, 2008.[2]